# Plagiacris bimaculata
Plagiacris bimaculata är en insektsart som beskrevs av Sjöstedt 1931. Plagiacris bimaculata ingår i släktet Plagiacris och familjen gräshoppor. Inga underarter finns listade i Catalogue of Life.